# Cathéter artériel
 (mai 2019).

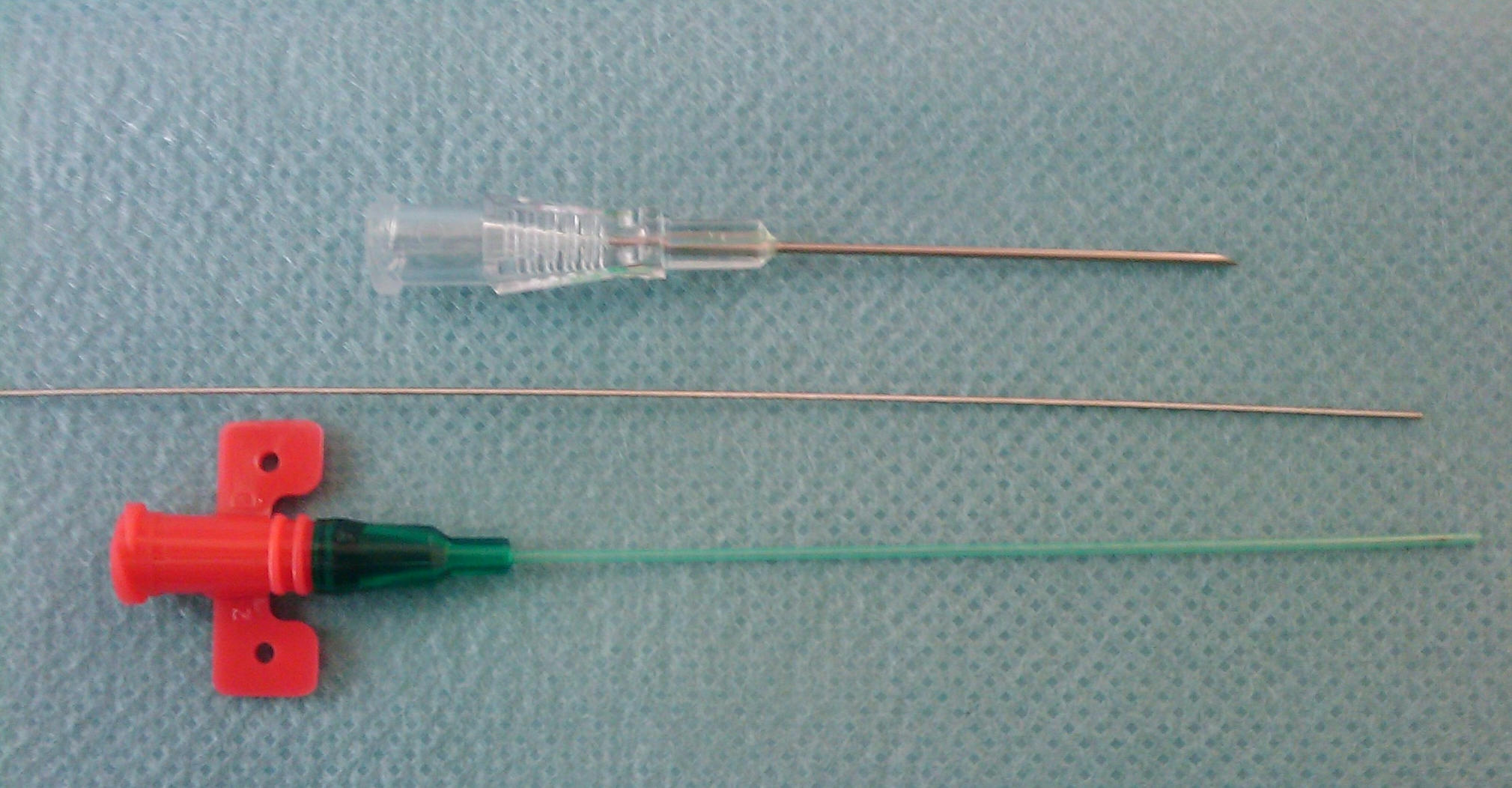
Cathéter artériel

Un cathéter artériel est un cathéter introduit dans une artère qui permet :
- de mesurer la pression artérielle en continu, on parle alors de pression artérielle invasive ;
- d'effectuer des prélèvements sanguins artériels fréquents, notamment pour mesurer les gaz du sang ;
- s'il est doté d'une sonde de température, le cathéter artériel permet la mesure de la température corporelle centrale. S'il est couplé à un accès veineux ou artériel supérieur central (permettant l'injection d'un marqueur liquide), l'ensemble constitue les accès nécessaires à la surveillance en continu du débit cardiaque par une méthode de dilution sanguine[1].

## Principe et fonctionnement
Le cathéter artériel est inséré dans une artère périphérique ou centrale. Un capteur de pression (fréquemment appelé tête de pression) est relié à ce cathéter à l'aide d'une tubulure. Il permet de transformer en influx électrique les variations de pression lors des contractions cardiaques et ainsi de créer une courbe sur le moniteur. Le capteur de pression est composé de deux parties : 
- une partie électrique composée de résistances qui va transformer les impulsions mécaniques en signaux électriques permettant le tracé d'une courbe ;
- une partie mécanique qui est une chambre remplie de soluté physiologique isotonique reliée au cathéter artériel par une tubulure également remplie de soluté physiologique isotonique.

Les pressions sont mesurées par rapport à la pression atmosphérique. Il est donc nécessaire de faire une mise à zéro de la tête de pression à la pression atmosphérique. Le zéro de référence doit être représenté par l'oreillette droite. Pour un patient en décubitus dorsal, il est courant de suivre la ligne axillaire moyenne et un point situé cinq centimètres en dessous.

### La mesure de la pression artérielle
La pression artérielle est un phénomène oscillant qui comporte deux composantes principales : 
- la pression artérielle moyenne (PAM) : C'est la valeur de pression nécessaire pour assurer le débit de perfusion ;
- la pression artérielle systolique (PAS) et la pression artérielle diastolique (PAD), qui représentent deux points distincts de la courbe.

## Risques et complications
Il existe différents complications et risques à la mise en place d'un cathéter artériel. On peut citer la survenue d'infections pouvant être dues à la présence de micro-organismes sur le cathéter responsable de signes infectieux locaux ou généraux. Il existe un risque d'embolie gazeuse ou de migration du cathéter (révélée par un cathéter incomplet à l'ablation, le fragment intravasculaire devant être retiré). 
Le risque hémorragique est présent principalement en cas d'ablation involontaire du cathéter ou de déconnexion de tubulures. Il peut également survenir un hématome au point de ponction. 
La présence d'un catheter augmente le risque de thrombose de l'artère. 

## Ablation du cathéter
Elle est réalisée lors de l'observation de complications. L'ablation se fait dans des conditions d'asepsie chirurgicale. Une mise en culture du cathéter est possible. 

## Localisation de la ponction
Chaque artère présente des avantages et des inconvénients qui sont fonction de l'état général du patient et des complications potentielles.

### L'artère radiale
L'artère radiale est le site privilégié et le plus souvent utilisé pour le cathétérisme. C'est une artère superficielle, peu de nerfs à proximité immédiate, facilement accessible, bénéficiant d'un réseau vasculaire collatéral.
Le test d'Allen permet de mettre en évidence la circulation collatérale.

### L'artère fémorale
L'artère fémorale est un site important souvent utilisé dans les situations d'urgence. On note néanmoins des inconvénients, notamment un risque infectieux plus important (jamais prouvé, dépend du poids du malade) ainsi qu'un plus grand risque de coudure et de déconnexion des tubulures.

### L'artère axillaire
Elle peut être utilisée lors des artériopathies des membres supérieurs et inférieurs ou lorsque l'artère fémorale n'est pas accessible. L'artère axillaire gauche doit être préférée. Il existe également un réseau vasculaire collatéral.

### L'artère pédieuse
L'artère pédieuse est une artère superficielle avec un réseau vasculaire collatéral. Toutefois elle n'est pas repérable dans 20 % des cas.

### L'artère humérale
La ponction l'artère humérale doit être proscrite en raison de l'absence de réseau vasculaire collatéral et du risque de lésion nerveuse.

## Législation

### En France
- Pose relevant d'un acte médical, rôle infirmier de collaboration : art. R.4311-10 du Code de santé publique (partie réglementaire, quatrième partie, livre III, titre Ier, chapitre Ier, section 1).
- Prélèvements sanguins relevant du rôle sur prescription médicale : art. R.4311-7 du Code de santé publique.
- Surveillance relevant du rôle propre infirmier : art. R. 4311-5 du Code de santé publique.

## Sources
- GFRUP
- SFMU
- SFAR